# Bacino di Rutte
Il bacino di Rutte era un bacino artificiale costruito a circa 3 km da Tarvisio (UD) in Friuli-Venezia Giulia. Nel 1965 il bacino si ruppe causando un'inondazione che provocò solo danni materiali. Il bacino era formato da una diga a gravità alleggerita a contrafforti (archi multipli) in calcestruzzo, l'interno era impermeabilizzato con il bitume.
L'ex bacino è facilmente raggiungibile da Tarvisio tramite la Strada statale 54 del Friuli seguendo la direzione Cave del Predil. Il bacino era stato creato dalle acque del Rio Bianco, tributario dello Slizza.

## Progetto e costruzione
I primi progetti dell'impianto risalgono agli anni '40 e la costruzione incominciò nel 1949. La zona era attraversata da una teleferica bifune automatica che collegava le Cave del Predil con Tarvisio per l'utilizzo da parte delle cave della stazione di Tarvisio Boscoverde. Con la costruzione del bacino un pilone si ritrovò ad essere al centro del bacino e con la rottura del bacino tuttora rimangono i plinti del vecchio pilone
Il bacino venne progettato dall'ingegnere Francesco Cattaneo, in collaborazione con l'ingegner Francesco Mussita per i calcoli.
L'ing. Cattaneo aveva anche una sua impresa di costruzioni, l'Impresa Costruzioni Francesco Cattaneo appunto, di Bergamo che contribuì alla costruzione assieme a Italstrade di Milano per l'impermeabilizzazione del fondo del bacino e l'acciaieria tubificio ATB di Brescia per le paratoie.
L'impianto doveva essere completato con la centrale di Rutte, da realizzare vicino al coronamento ed alimentata dal Rio Bianco, nonché da un canale di derivazione che alimentava il bacino tramite i laghi di Fusine e dal Rio Nero e Rio Ferro. Il bacino venne comunque ultimato nel 1952.

## Prime crepe e crollo
Già con le prove d'invaso iniziali si notarono le prime crepe tra la struttura di rivestimento del fondo ed il terreno sottostante di dolomia in prossimità della struttura a contrafforti. Venne quindi riparato e utilizzato per 13 anni consecutivi, ma vennero effettuate misurazioni a carico dell'Istituto di Geodesia del Politecnico di Milano tramite capisaldi sul coronamento.
Nei 13 anni di utilizzo i sedimenti raggiunsero lo spessore di 9 metri, così venne deciso di svuotare il bacino per sghiaiare, e venne anche scoperta la dolomia sottostante. 
Nonostante tutto si invasò nuovamente ma si formò immediatamente un cratere di 2x12 metri in corrispondenza del punto oggetto di sigillatura di 13 anni prima.
Il 7 novembre 1965 i contrafforti e gli archi collassarono e il bacino si svuotò in 65 minuti nello Slizza, causando solo danni materiali. Tuttora il bacino è utilizzato come discarica per i materiali delle vicine cave ed è stato riempito all'interno fino a 2 metri dal coronamento.

## Dati tecnici
- Progettata da: Ing. Francesco Cattaneo e Francesco Mussita
- Costruita da: Impresa Costruzioni Francesco Cattaneo di Bergamo
- Livello di massimo invaso: 813,50 m s.l.m.
- Capacità di invaso utile: 311 000 m³
- Superficie del bacino imbrifero allacciato: 92,8 km²
- Altezza del piano di coronamento sul punto più depresso delle fondazioni: 20 m
- Altezza del piano del coronamento sul fondo del serbatoio: 15 m
- Sviluppo del coronamento: 357,5 m
- Volume della diga: 16 000 m³
- Spessore degli archi: 0,45 m (costante)
- Scarico di fondo: diametro 1,50 m con soglia a quota 796 m s.l.m., portata 10 m³/s

## Galleria d'immagini

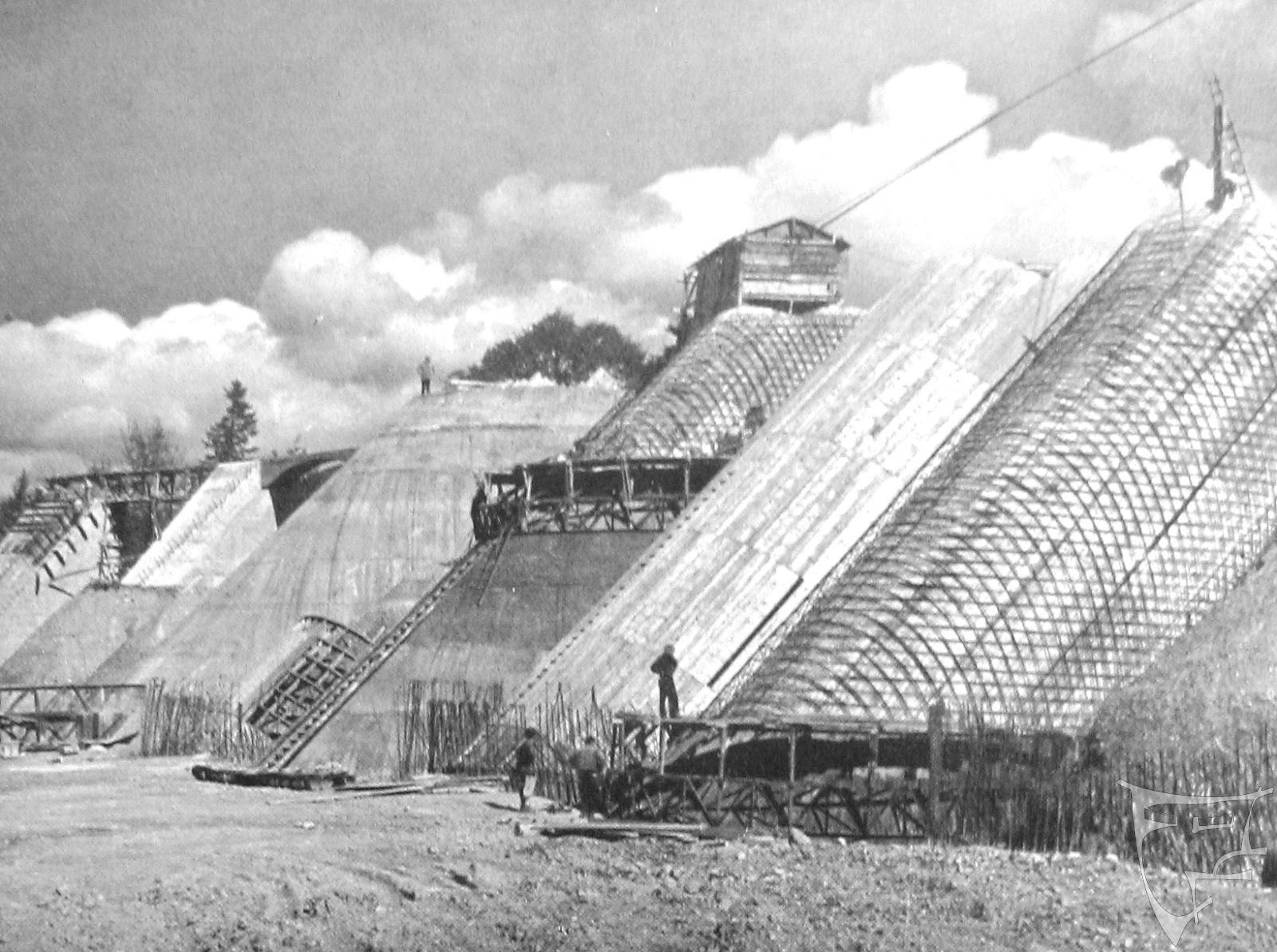
Completamento del bacino di Rutte nel 1951.
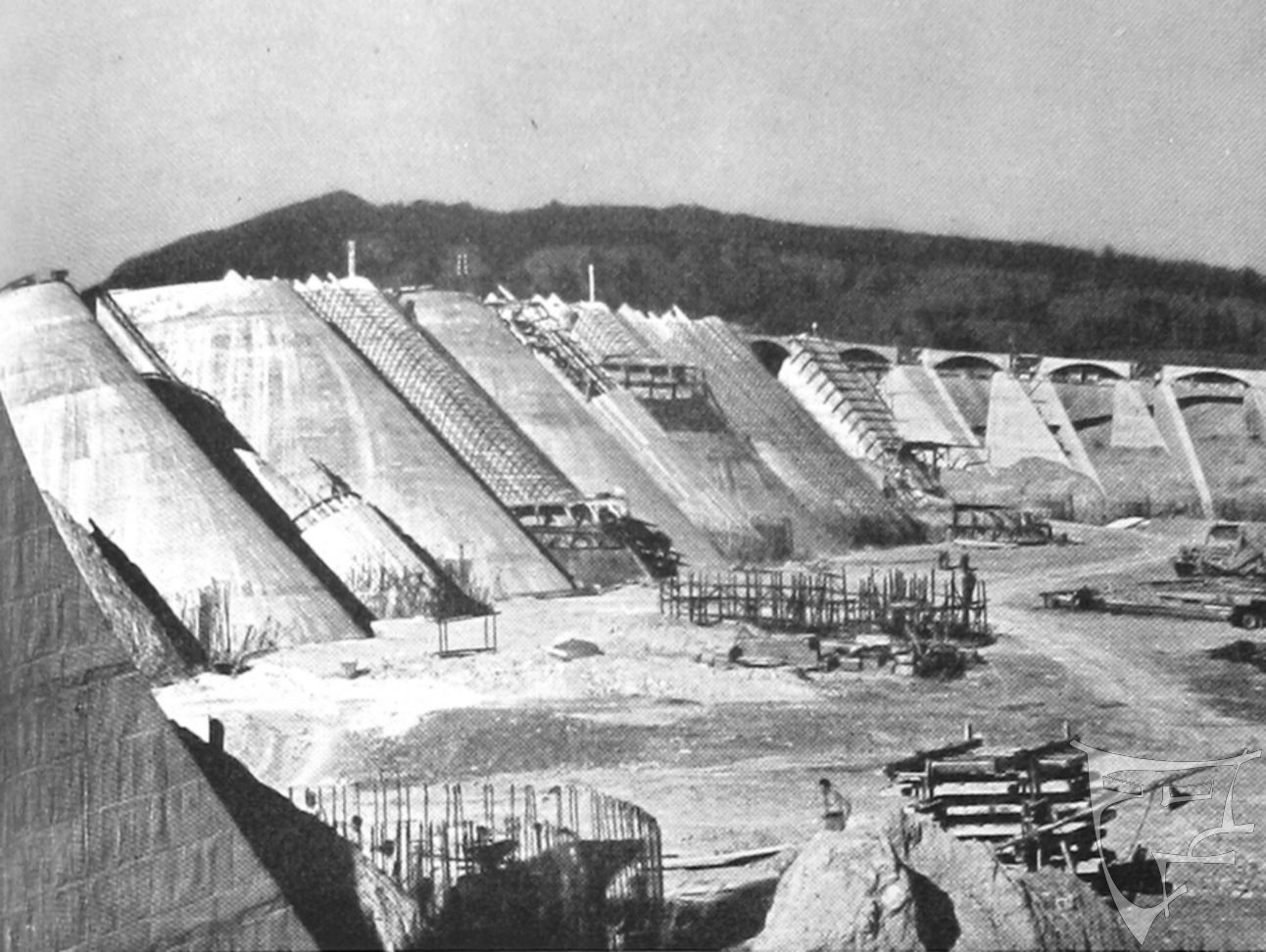
Completamento del bacino di Rutte nel 1951.
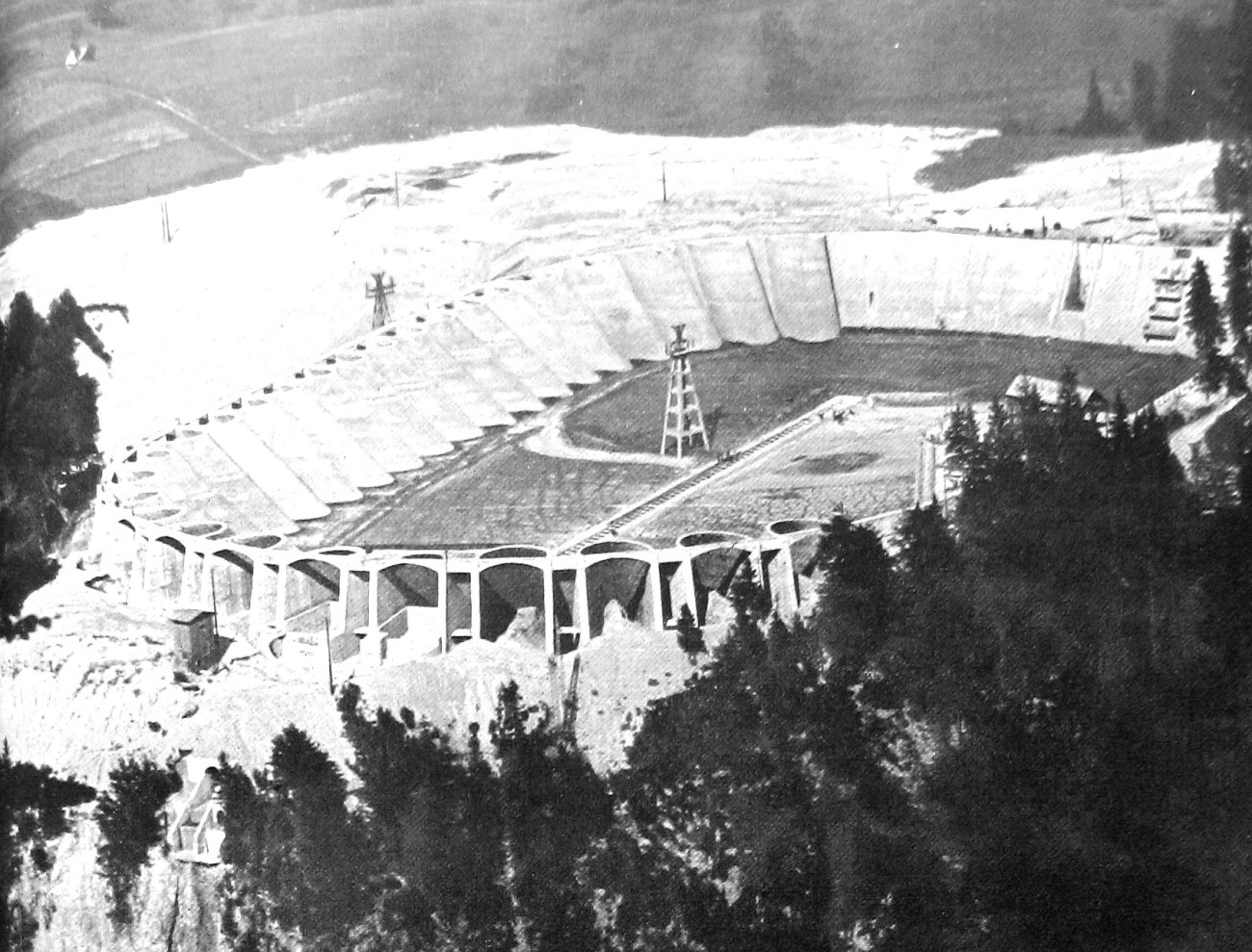
Il bacino di Rutte nel 1952.